# Tornike Kipiani
Tornike Kipiani (Georgisch: თორნიკე ყიფიანი) (Tbilisi, 11 december 1987) is een Georgische zanger.

## Biografie
Kipiani raakte bekend in eigen land door in 2014 deel te nemen aan het eerste seizoen van de Georgische versie van X Factor.
In 2017 nam hij deel aan de Georgische preselectie van het Eurovisiesongfestival met het lied You Are My Sunshine.
Eind 2019 nam hij deel aan Sakartvelos Varskvlavi, de Georgische versie van Pop Idol, en won hij. Dit programma deed dat jaar ook dienst als preselectie voor het Eurovisiesongfestival. Hierdoor mocht hij zijn vaderland vertegenwoordigen op het Eurovisiesongfestival 2020. Het festival werd evenwel afgelast. Hierop besliste de Georgische openbare omroep om Kipiani intern te selecteren voor deelname aan het Eurovisiesongfestival 2021. Daar haalde het lied You de finale uiteindelijk niet.
2007: Sopho Chalvasji · 
2008: Diana Goertskaja · 
2010: Sopho Nizjaradze · 
2011: Eldrine · 
2012: Anri Dzjochadze · 
2013: Sopho Gelovani & Nodiko Tatisjvili · 
2014: The Shin & Mariko Ebralidze · 
2015: Nina Sublatti · 
2016: Nika Kocharov & Young Georgian Lolitaz · 
2017: Tako Gatsjetsjiladze · 
2018: Ethno-Jazz Band Iriao · 
2019: Oto Nemsadze · 
2021: Tornike Kipiani · 
2022: Circus Mircus · 
2023: Iru Chetsjanovi · 
2024: Noetsa Boezaladze · 
2025: Mariam Sjengelia
- Gemeinsame Normdatei: 1208946382
- International Standard Name Identifier: 0000 0004 9145 8366
- MusicBrainz: a9a838c5-5577-4d21-8f7f-ee57fead51c8
- Virtual International Authority File: 9908158792833339040000